# Ramosomyia
Ramosomyia is een geslacht van vogels uit de familie kolibries (Trochilidae) en de geslachtengroep Trochilini (briljantkolibries). Dit geslacht is ingesteld na de bevindingen van Stiles & Bruce.  De geslachtsnaam komt in plaats van het taxon Leucolia en staat als zodanig vermeld op de IOC World Bird List.
De soorten zijn:
- Ramosomyia violiceps – Violetkapamazilia
- Ramosomyia viridifrons – Groenvoorhoofdamazilia
- Ramosomyia wagneri – Kaneelflankamazilia